# Lill-Laver
Lill-Laver är en sjö i Älvsbyns kommun i Norrbotten och ingår i Piteälvens huvudavrinningsområde. Sjön har en area på 1,11 kvadratkilometer och ligger 255,9 meter över havet. Lill-Laver ligger i Piteälven Natura 2000-område. Sjön avvattnas av vattendraget Lill-Laverbäcken.

## Delavrinningsområde
Lill-Laver ingår i det delavrinningsområde (730363-170218) som SMHI kallar för Utloppet av Lill-Laver. Medelhöjden är 328 meter över havet och ytan är 12,12 kvadratkilometer. Det finns inga avrinningsområden uppströms utan avrinningsområdet är högsta punkten. Lill-Laverbäcken som avvattnar avrinningsområdet har biflödesordning 4, vilket innebär att vattnet flödar genom totalt 4 vattendrag innan det når havet efter 112 kilometer. Avrinningsområdet består mestadels av skog (85 procent). Avrinningsområdet har 1,11 kvadratkilometer vattenytor vilket ger det en sjöprocent på 9,1 procent.